# أرسكناي سفلي
أرسكناي سفلي (بالفارسية: ارسکنای سفلی) هي منطقة سكنية تقع في قسم تشاراويماق الجنوبي الغربي الريفي في إيران. يقدر عدد سكانها بـ 139 نسمة .